# Instituto Calasancio Hijas de la Divina Pastora
El Pío Instituto Calasancio Hijas de la Divina Pastora es una institución dedicada a la educación integral de la niñez femenina, fundada por el sacerdote escolapio Faustino Míguez en Sanlúcar de Barrameda cuyo origen se remonta al año 1885. Sus siglas son I.C.H.D.P..

## Historia
La congregación fue fundada en Sanlúcar de Barrameda (provincia de Cádiz) el 2 de enero de 1885 por Faustino Míguez González Sch. P. (1831-1925), sacerdote escolapio, para ofrecer enseñanza gratuita a las niñas de la localidad, siguiendo el carisma escolapio. Las primeras cinco postulantes tomaron el hábito el 2 de agosto de 1885; el 12 de junio de 1889 el arzobispo de Sevilla, Ceferino González y Díaz Tuñón, aprueba el primer reglamento de la comunidad. El instituto recibió el decretum laudis el 6 de diciembre de 1910 y las constituciones fueron aprobadas por la Santa Sede en 1912.

## Actividad y difusión
Las Hermanas Calasancias se dedican a la instrucción y educación cristiana de la Juventud. También tienen residencias para estudiantes y casas de retiro espiritual.
A comienzos de 2006, el Instituto tenía 268 hermanas en 43 casas. Están presentes en España, Sudamérica (Argentina, Chile, Colombia, Ecuador, Nicaragua, Uruguay) y Camerún, Guinea Ecuatorial y La India, Tienen su sede general en Madrid.